# Jonathan Adam
Jonathan Robert "Jonny" Adam (Lochgelly, 4 september 1984) is een Schots autocoureur. Hij is viervoudig kampioen van het Brits GT-kampioenschap.

## Carrière
Adam begon zijn autosportcarrière in het karting. In 1999 won hij de Schotse TKM Challenge. In 2002 werd hij vijfde in de 100 National-klasse van het Brits kartkampioenschap en werd hij kampioen in het Summerlee-kampioenschap. In 2003 stapte hij over naar het formuleracing en werd hij derde in de Schotse Formule Ford.
In 2004 stapte Adam over naar de Britse Renault Clio Cup, waarin hij met zes zeges in twintig races derde werd. Dat jaar won hij wel de titel in het winterkampioenschap. In 2005 keerde hij terug in de Clio Cup en werd hij kampioen met elf zeges. In 2006 kwam hij uit in het SEAT Cupra Championship en eindigde hierin met twee overwinningen als derde. In 2007 bleef hij actief in de klasse en won hij de titel met drie races te gaan. In totaal behaalde hij negen zeges. In 2008 wist hij zijn titel met succes te verdedigen door opnieuw negen keer te winnen.

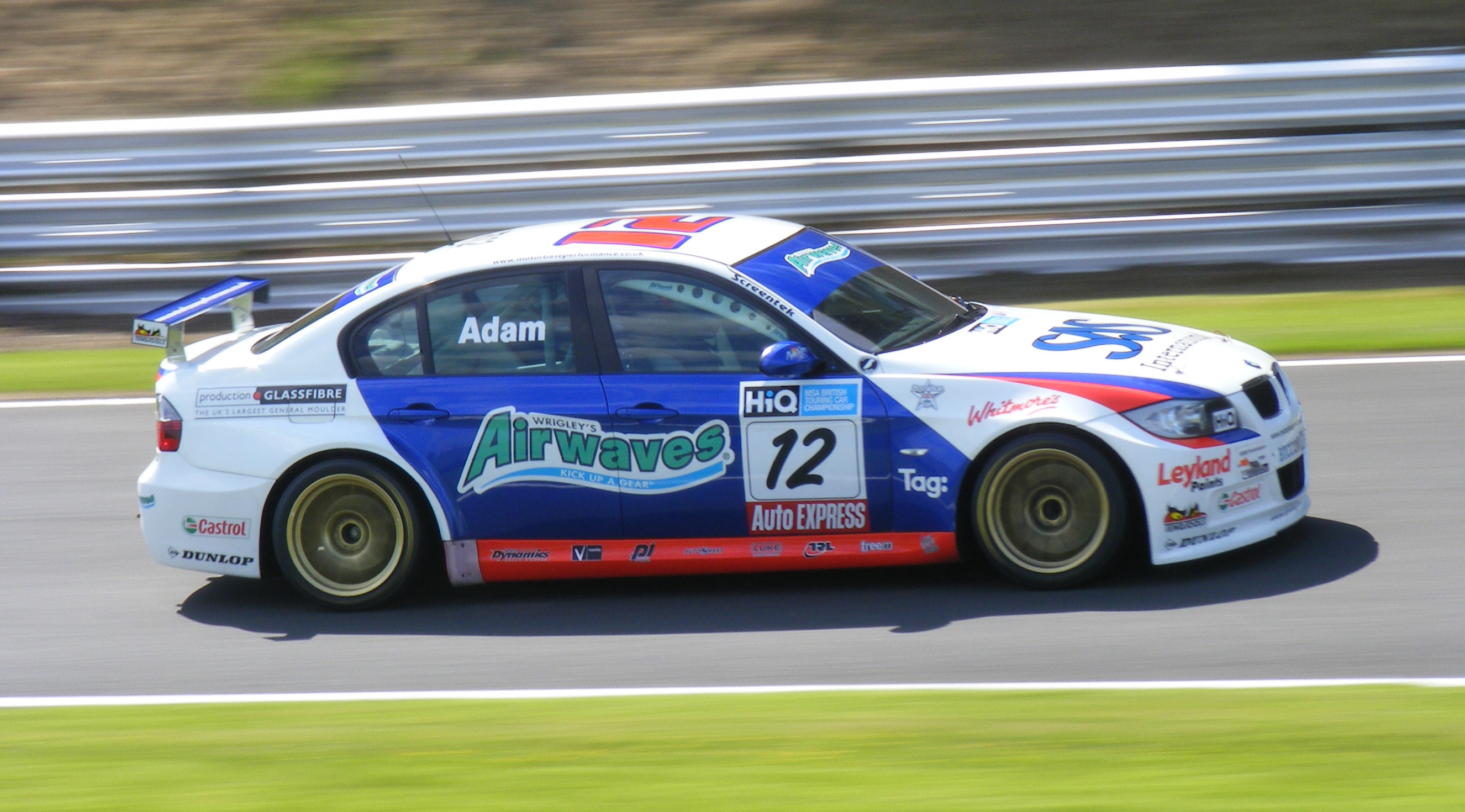
Jonathan Adam op het Oulton Park Circuit in 2009.

In 2009 maakte Adam de overstap naar het British Touring Car Championship, waarin hij voor het team Motorbase Performance in een BMW 320si reed. Hij behaalde zijn eerste podiumfinish in het openingsweekend op Brands Hatch. Oorspronkelijk won hij de race, maar hij werd bestraft vanwege het veroorzaken van een ongeluk met Jason Plato. Ook op het Oulton Park Circuit stond hij op het podium. Met 116 punten werd hij achtste in het eindklassement.
Adam kon niet voldoende sponsorgeld vinden om na 2009 in het BTCC actief te blijven en stapte in 2011 over naar het Brits GT-kampioenschap, waar hij voor Beechdean Motorsport reed. Samen met Andrew Howard won hij twee races en werd hij vijfde in de eindstand. Tot en met 2015 bleef het duo voor Beechdean rijden en werden zij achtereenvolgens achtste, vierde en vijfde in het klassement, voordat zij in hun laatste seizoen bij het team kampioen werden. In 2015 debuteerde hij tevens in de LMGTE Pro-klasse van het FIA World Endurance Championship (WEC) voor Aston Martin Racing, waar hij in de laatste vijf races de teamgenoot van Darren Turner was. Hij behaalde een podiumfinish in de seizoensfinale, de 6 uur van Bahrein.
In 2016 stapte Adam binnen de Britse GT over naar TF Sport als teamgenoot van Derek Johnston en behaalde hij zijn tweede titel. In het WEC reed hij drie races en behaalde hij een podiumplaats in de 6 uur van Spa-Francorchamps. In 2017 werd hij derde in de Britse GT en nam hij deel aan het volledige WEC-seizoen met Turner en Daniel Serra als teamgenoten. Hij behaalde hier de zege in de 24 uur van Le Mans en werd zevende in het eindklassement.

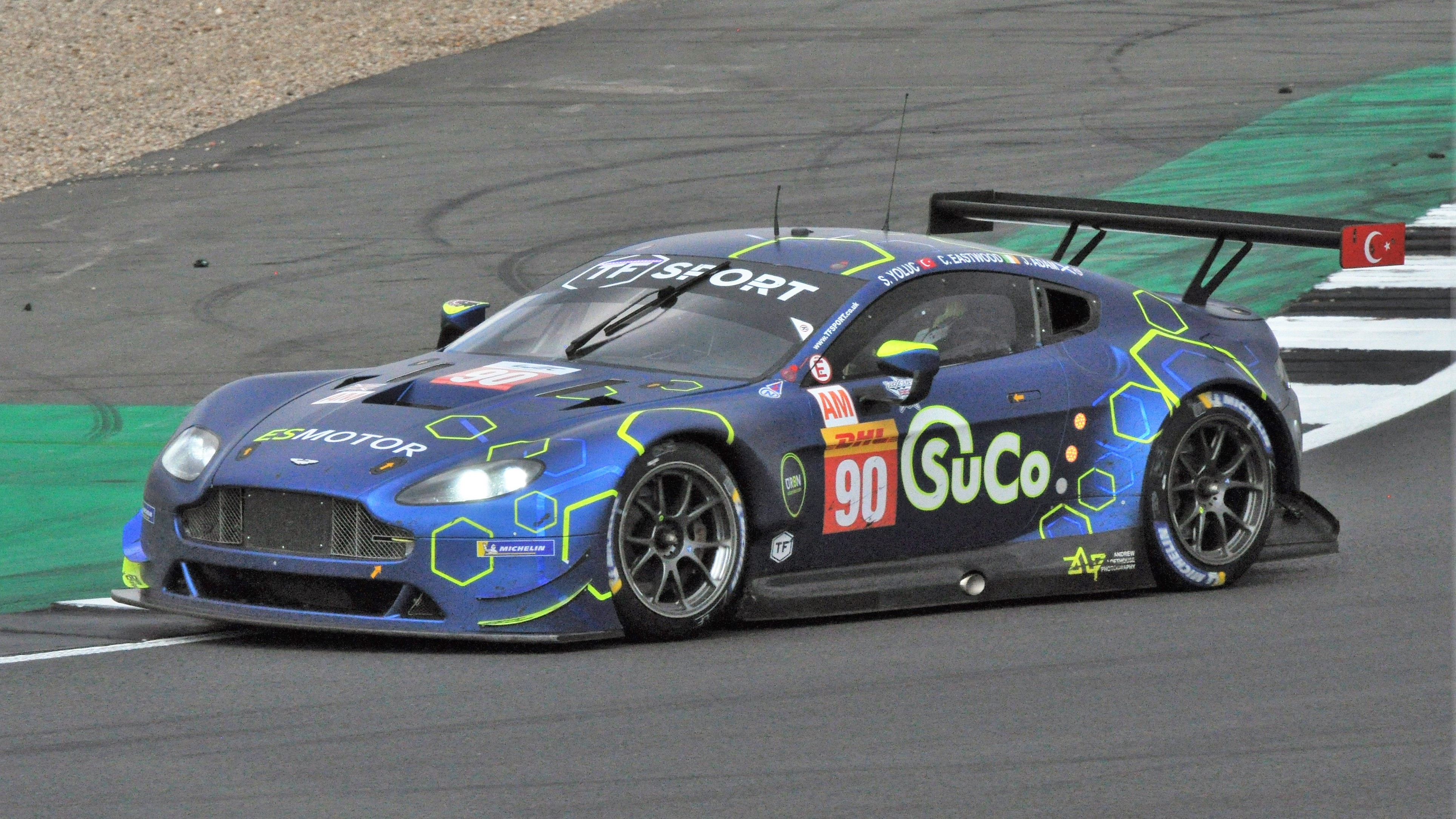
Jonathan Adam tijdens de 6 uur van Silverstone in 2018.

In 2018 kwam Adam in de Britse GT uit voor Optimum Motorsport en won hij met Flick Haigh zijn derde titel, voordat hij in 2019 terugkeerde en samen met Graham Davidson voor de vierde keer kampioen werd. In het WEC-seizoen 2018-2019 reed hij afwisselend in de LMGTE Pro-klasse voor Aston Martin Racing en in de LMGTE Am-klasse voor TF Sport. In de Am-klasse behaalde hij samen met Charlie Eastwood en Salih Yoluç twee podiumplaatsen in de 6 uur van Silverstone en de 6 uur van Fuji. In het seizoen 2019-2020 reed hij een volledig seizoen voor TF Sport in de LMGTE Am-klasse naast Eastwood en Yoluç. Hij behaalde vier zeges in de 6 uur van Fuji, de 4 uur van Shanghai, de Lone Star Le Mans en de 24 uur van Le Mans en werd uiteindelijk tweede in de eindstand.
In 2021 keerde Adam in de Britse GT terug naar Beechdean AMR, waar hij opnieuw met Howard een team vormde. Hij eindigde het seizoen op de zesde plaats. Tevens reed hij voor Garage 59 in de Pro-Am-klasse van de GT World Challenge Europe Sprint Cup. Samen met Alexander West behaalde hij een zege en werd hij vierde in de eindstand.
In 2022 kwam Adam uit in de LMGTE-klasse van de European Le Mans Series (ELMS) voor Oman Racing with TF Sport, waarin hij samen met Henrique Chaves en John Hartshorne een podiumplaats op het Autodromo Internazionale Enzo e Dino Ferrari behaalde en dertiende in de eindstand werd. Ook reed hij drie races als gastcoureur in de Britse GT voor 2 Seas Motorsport en behaalde een podiumplaats. In 2023 reed hij met Hartshorne en Ben Tuck in de ELMS en stond hij op het Circuit Paul Ricard op het podium, waardoor hij negende werd. In de Britse GT reed hij opnieuw voor 2 Seas als teamgenoot van James Cottingham en werd met drie zeges derde.
In 2024 rijdt Adam met Martin Berry en Lorcan Hanafin voor Grid Motorsport by TF in de ELMS en met Giacomo Petrobelli voor Blackthorn in de Britse GT.